# 平台镇 (白城市)
平台镇，是中华人民共和国吉林省白城市洮北区下辖的一个镇。

## 行政区划
平台镇下辖以下地区：
平台社区、光明村、前进村、东五村、西五村、民乐村、侯家村、红旗村、红塔村、大岭村、民生村、永乐村、永丰村、发家村和勤俭村。